# Xercès Louis
Xercès Louis (ur. 31 października 1926 w Sainte-Marie, zm. 1978 w Champclauson) – francuski piłkarz grający na pozycji obrońcy lub pomocnika. W swojej karierze rozegrał 12 meczów w reprezentacji Francji.

## Kariera klubowa
Karierę piłkarską Louis rozpoczął w klubie Lyon OU. W sezonie 1945/1946 zadebiutował w nim w pierwszej lidze francuskiej. W 1946 roku spadł z Lyonem do drugiej ligi. W Lyonie grał do końca sezonu 1948/1949.
W 1949 roku Louis przeszedł do pierwszoligowego RC Lens. Przez osiem sezonów występował w podstawowym składzie tego klubu. W latach 1956–1957 dwukrotnie z rzędu wywalczył z Lens wicemistrzostwo Francji. W 1957 roku odszedł do Girondins Bordeaux. W 1959 roku awansował z nim z drugiej do pierwszej ligi. W 1960 roku zakończył karierę.
| Sezon     | Klub               | Kraj    | Rozgrywki  | Mecze | Bramki |
| --------- | ------------------ | ------- | ---------- | ----- | ------ |
| 1945/1946 | Lyon OU            | Francja | Division 1 | ?     | ?      |
| 1946/1947 | Lyon OU            | Francja | Division 2 | ?     | ?      |
| 1947/1948 | Lyon OU            | Francja | Division 2 | ?     | ?      |
| 1948/1949 | Lyon OU            | Francja | Division 2 | 30    | 9      |
| 1949/1950 | RC Lens            | Francja | Division 1 | 29    | 7      |
| 1950/1951 | RC Lens            | Francja | Division 1 | 33    | 3      |
| 1951/1952 | RC Lens            | Francja | Division 1 | 34    | 0      |
| 1952/1953 | RC Lens            | Francja | Division 1 | 34    | 2      |
| 1953/1954 | RC Lens            | Francja | Division 1 | 32    | 1      |
| 1954/1955 | RC Lens            | Francja | Division 1 | 31    | 2      |
| 1955/1956 | RC Lens            | Francja | Division 1 | 32    | 4      |
| 1956/1957 | RC Lens            | Francja | Division 1 | 34    | 0      |
| 1957/1958 | Girondins Bordeaux | Francja | Division 2 | 37    | 8      |
| 1958/1959 | Girondins Bordeaux | Francja | Division 2 | 36    | 0      |
| 1959/1960 | Girondins Bordeaux | Francja | Division 1 | 22    | 2      |

## Kariera reprezentacyjna
W reprezentacji Francji Louis zadebiutował 16 października 1954 roku w wygranym 3:1 towarzyskim meczu z RFN. W tym samym roku został powołany do kadry na mistrzostwa świata w Szwajcarii. Na tym turnieju był rezerwowym i nie wystąpił w żadnym spotkania. Od 1954 do 1956 roku rozegrał w kadrze narodowej 12 meczów.
| Mecze i gole w reprezentacji | Mecze i gole w reprezentacji | Mecze i gole w reprezentacji | Mecze i gole w reprezentacji | Mecze i gole w reprezentacji | Mecze i gole w reprezentacji | Mecze i gole w reprezentacji |
| #                            | Data                         | Stadion                      | Rywal                        | Wynik                        | Gol                          | Rozgrywki                    |
| 1954                         | 1954                         | 1954                         | 1954                         | 1954                         | 1954                         | 1954                         |
| ---------------------------- | ---------------------------- | ---------------------------- | ---------------------------- | ---------------------------- | ---------------------------- | ---------------------------- |
| 1.                           | 16.10.1954                   | Hanower, RFN                 | RFN                          | 3:1                          | 0                            | towarzyski                   |
| 2.                           | 11.11.1954                   | Paryż, Francja               | Belgia                       | 2:2                          | 0                            | towarzyski                   |
| 1955                         |                              |                              |                              |                              |                              |                              |
| 3.                           | 17.03.1955                   | Madryt, Hiszpania            | Hiszpania                    | 2:1                          | 0                            | towarzyski                   |
| 4.                           | 03.04.1955                   | Paryż, Francja               | Szwecja                      | 2:0                          | 0                            | towarzyski                   |
| 5.                           | 15.05.1955                   | Paryż, Francja               | Anglia                       | 1:0                          | 0                            | towarzyski                   |
| 6.                           | 23.10.1955                   | Moskwa, ZSRR                 | ZSRR                         | 2:2                          | 0                            | towarzyski                   |
| 7.                           | 11.11.1955                   | Paryż, Francja               | Jugosławia                   | 1:1                          | 0                            | towarzyski                   |
| 8.                           | 25.12.1955                   | Bruksela, Belgia             | Belgia                       | 1:2                          | 0                            | towarzyski                   |
| 1956                         |                              |                              |                              |                              |                              |                              |
| 9.                           | 15.02.1956                   | Bolonia, Włochy              | Włochy                       | 0:2                          | 0                            | towarzyski                   |
| 10.                          | 25.03.1956                   | Paryż, Francja               | Austria                      | 3:1                          | 0                            | towarzyski                   |
| 11.                          | 21.10.1956                   | Paryż, Francja               | ZSRR                         | 2:1                          | 0                            | towarzyski                   |
| 12.                          | 11.11.1956                   | Paryż, Francja               | Belgia                       | 3:6                          | 0                            | el. MŚ 1958                  |